# Олквист, Элейн
Эле́йн Кондомина́с-О́лквист (англ. Elaine Kontominas Alquist; род. 21 августа 1944, Чикаго, Иллинойс) — американская бизнесвумен и политик-демократ, член Ассамблеи и Сената штата Калифорния. Первая гречанка, избранная в Ассамблею штата Калифорния. Член организации «Дочери Пенелопы», действующей под эгидой Американо-греческого прогрессивного просветительского союза (AHEPA).

## Биография
Родилась в семье греческих иммигрантов.
Окончила Колледж Макмюррея со степенью бакалавра математики (1966) и Университет Вашингтона в Сент-Луисе со степенью магистра в области консультирования (1967).
Работала учителем алгебры/тригонометрии и консультантом в государственных средних школах, финансовым и компьютерным аналитиком в Стэнфордском университете, занимала пост президента организации «Parent-Teacher Association» (1981) и др. Впоследствии занялась малым бизнесом.
В 1983—1989 годах — член совета по образованию школьного округа Купертино (CUSD). В 1989—1991 годах — президент CUSD.
В 1996—2012 годах — член Ассамблеи (1996—2002) и Сената Калифорнии (2004—2012).
В 2008 году Сенат и Ассамблея Калифорнии приняли внесённую Элейн Кондоминас-Олквист резолюцию в поддержку религиозной свободы для Вселенского Патриархата Константинополя. В резолюции, являющейся частью инициированного в 2006 году Орденом святого апостола Андрея проекта «Religious Freedom Resolutions», содержится призыв к правительству Турции уважать религиозные свободы и права греческого православного меньшинства в преимущественно мусульманской стране после десятилетий юридических споров, конфискации имущества и закрытия в 1971 году единственной православной духовной семинарии в Турции — Халкинской богословской школы.
Занималась налаживанием взаимоотношений между Грецией и штатом Калифорния в области образования.

## Личная жизнь
Была несколько раз замужем. В 1993—2006 годах её мужем был политик Эл Олквист, также бывший член Ассамблеи и Сената штата Калифорния. Имеет детей.
С 1978 года проживает в Санта-Кларе.